# 無雙山
無雙山（音譯為馬西柔干山）:37,185為臺灣中央山脈的一座高山，標高3,231公尺，台灣百岳排名第71，設有三等衛星點MP82、森林三角點補近(05)。位於南投縣信義鄉東埔村，屬於中央山脈核心部主稜脊由義西請馬至山向西北分出的大支脈東郡山彙，再由東郡大山向南分支連接本鄉山再接櫧山轉向西伸的尾稜，為東郡山彙最西南側尾端。無雙山南邊隔著郡大溪上游支流哈伊拉羅溪與馬博拉斯山西北稜的盆駒山對望；西邊隔著郡大溪上游與玉山山脈的郡大山對望。布農族稱無雙山為，意為「尖突」，是由數座密接的連峰組成狹瘦的屏風狀山峰，最高處由三個石筍屼立的岩峰組成：基點設在西側海拔3231公尺、最高峰海拔約3240公尺為中峰、東側海拔3228公尺為東峰，國土測繪中心最新標高基點為3244公尺、最高峰中峰3254公尺、東峰3239公尺，此三峰高度相若，中隔深鞍緊連密接，遠望如三指朝天，為百岳中的「九嶂」之一。
此山原本以布農族固有山名稱之，1930年代以後，改以原居於此山西麓的郡社群布農族無雙社之名稱之（日語以「／ Musou」轉寫，可能是流傳自鄒族與布農族傳說原居郡大溪流域的矮黑人姆姆諸）。日治時為加強監控郡大溪沿岸的郡社群布農族人，台灣總督府進行五年理蕃計畫，強行沒收族人所有的槍枝，又從1913年開始沿郡大溪修建「中之線警備道」（又稱「郡大溪警備道」），成為連絡此地山區的重要道路。1928年發生「郡大社脫出事件」，在日方嚴密監控下，郡大溪沿岸有五十多位郡社群布農族人，脫離逸走到荖濃溪上游的抗日基地「玉穗社」（日語以「／ Tamaho」轉寫，又有音譯「塔馬荷社」），故在無雙山西麓、郡大溪上源與哈伊拉羅溪支流合匯點東北河階台地上的「無雙社」，設置「無雙駐在所」更加嚴控族人活動，此後成為附近山區登山活動的重要基地。在1930年代以前，東郡山彙的山峰除了東郡大山與東巒大山以日式命名，其他的山峰仍以固有布農語稱之。隨後即因位於無雙社背後所依託的山峰以社名稱之。
1931年8月底，鹿野忠雄由郡大社出發縱走東郡山彙，於9月2日與布農嚮導芬列布（Funrev Takiscivanan）達成無雙山有記錄的首登。現今登山隊伍多由郡大林道陡下900公尺落差到無雙吊橋（原橋建於1937年）往東跨越郡大溪，經由無雙社舊址攀登無雙山，再縱走東郡山彙，登山界形容攀登的艱困路程，以「陡坡無雙」、「茅草無雙」、「岩峰無雙」戲稱。或是也有縱走南三段丹大–東郡橫斷等行程之後從無雙山下山。